# Кермез-Чешме
Кермез-Чешме (перс. قرمزچشمه) — село в Ірані, у дегестані Тальх-Аб, у бахші Хенеджін, шагрестані Фараган остану Марказі. За даними перепису 2006 року, його населення становило 114 осіб, що проживали у складі 43 сімей.

## Клімат
Середня річна температура становить 9,96 °C, середня максимальна – 28,79 °C, а середня мінімальна – -11,68 °C. Середня річна кількість опадів – 243 мм.
| Клімат поселення                              | Клімат поселення | Клімат поселення | Клімат поселення | Клімат поселення | Клімат поселення | Клімат поселення | Клімат поселення | Клімат поселення | Клімат поселення | Клімат поселення | Клімат поселення | Клімат поселення | Клімат поселення |
| Показник                                      | Січ.             | Лют.             | Бер.             | Квіт.            | Трав.            | Черв.            | Лип.             | Серп.            | Вер.             | Жовт.            | Лист.            | Груд.            |                  |
| Середній максимум, °C                         | 4,08             | 5,93             | 9,48             | 16,33            | 21,53            | 27,06            | 28,79            | 28,57            | 24,01            | 17,69            | 11,20            | 5,69             |                  |
| Середня температура, °C                       | −3,8             | −1,96            | 1,62             | 8,45             | 13,67            | 19,20            | 23,20            | 22,97            | 18,42            | 12,10            | 5,61             | 0,09             |                  |
| Середній мінімум, °C                          | −11,68           | −9,84            | −6,28            | 0,57             | 5,77             | 11,32            | 17,60            | 17,36            | 12,80            | 6,49             | 0,01             | −5,5             |                  |
| Норма опадів, мм                              | 32               | 33               | 47               | 36               | 31               | 5                | 1                | 1                | 0                | 8                | 20               | 29               |                  |
| Середньомісячна швидкість вітру, м/с          | 1.24             | 2.19             | 2.77             | 2.72             | 2.32             | 2.22             | 2.10             | 2.06             | 1.96             | 1.93             | 1.67             | 1.48             |                  |
| Середньомісячна сонячна радіація, кДж/м²·день | 9188             | 12124            | 14682            | 18247            | 22260            | 26751            | 26036            | 23980            | 20915            | 15397            | 10917            | 8866             |                  |
| --------------------------------------------- | ---------------- | ---------------- | ---------------- | ---------------- | ---------------- | ---------------- | ---------------- | ---------------- | ---------------- | ---------------- | ---------------- | ---------------- | ---------------- |
| Джерело:                                      |                  |                  |                  |                  |                  |                  |                  |                  |                  |                  |                  |                  |                  |